# Дама с собачкой (телесериал)
«Дама с собачкой» — российский телесериал 2022 года режиссёра Мирослава Малича.
Премьера состоялась 19 декабря 2022 года на телеканале «Россия-1».

## Сюжет
Пенсионерка Агата Денисовна Марфина после смерти мужа переезжает жить к своей дочери в элитный посёлок. Она скучает по своей прежней жизни, где каждый вечер они с мужем играли в шахматы и беседовали. Однако всё меняется, когда она становится свидетельницей загадочного убийства. Агата Денисовна начинает собственное расследование, в котором ей помогают местный следователь и бывший ученик Эдуард Свиридов, а также новый сосед, судья на пенсии Игорь Холодов. Вместе они раскрывают не только это преступление, но и другие сложные случаи, что приближает их друг к другу и открывает новые горизонты для неё.

## Роли исполняют
- Елена Яковлева — Агата Денисовна Марфина, вдова, мать Татьяны Кольцовой, тёща Виктора Кольцова, бабушка Гриши и Варвары Кольцовых.
- Александр Балуев — Игорь Борисович Холодов, бывший судья, дядя Эдуарда Свиридова.
- Ирина Таранник — Татьяна, дочь Агаты Денисовны, жена Виктора Кольцова, мать Гриши и Варвары Кольцовых.
- Сергей Перегудов — Эдуард Свиридов, следователь, племянник Холодова, бывший ученик Агаты Денисовны Марфиной.
- Александр Дзюба — Виктор Кольцов, муж Татьяны, зять Агаты Денисовны, отец Гриши и Варвары Кольцовых.
- Геннадий Смирнов — Аркадий Петрович Лопатин, сосед Агаты Денисовны и Игоря Борисовича.
- Руслан Ягудин — Андрей Захарович Кочергин, майор МВД.
- Серафима Соловьёва — Василиса Воробей, стажёр.
- Андрей Харыбин — Руслан Азатович Исаев.
- Кирилл Жиров — Гриша Кольцов, сын Татьяны и Виктора Кольцовых, старший брат Варвары и внук Агаты Денисовны.
- Елизавета Бугулова — Варя Кольцова, дочь Татьяны и Виктора Кольцовых, младшая сестра Гриши и внучка Агаты Денисовны.

## Съёмки
Съёмки телесериала велись в Новороссийске. Любимицу героини Елены Яковлевой исполнила собачка породы бордер-колли по кличке Сири.

## Показ
Премьера состоялась 19 декабря 2022 года на телеканале «Россия-1».
Второй сезон был выпущен 11 июля 2024 года на онлайн-платформе «Смотрим».
После выхода второго сезона телесериал был продлён на третий сезон.

## Награды
Исполнительнице главной роли Елене Яковлевой была присвоена премия «Золотой орёл» за лучшую женскую роль на телевидении.
Телесериал также был удостоен премии ТЭФИ в категории «Комедийный сериал».